# Schwarze Kammschnake

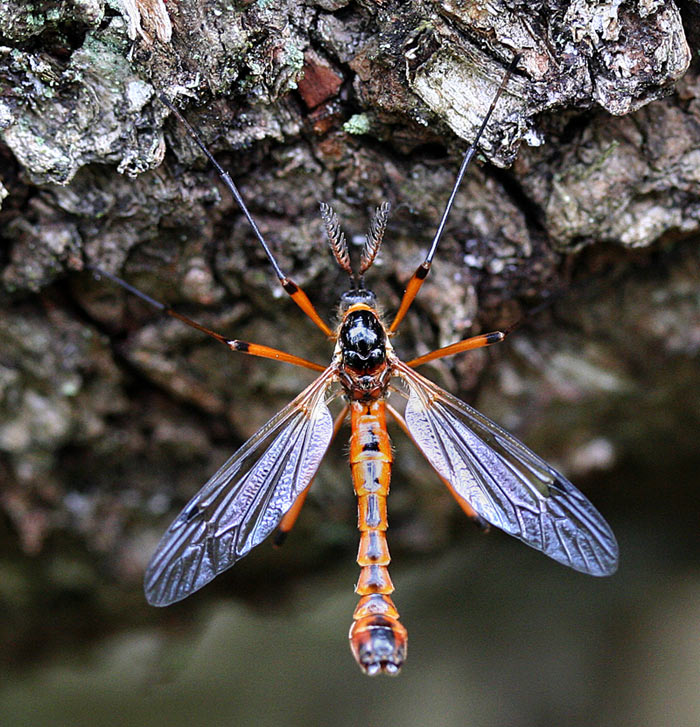
Tanyptera atrata, Männchen

Die Schwarze Kammschnake (Tanyptera atrata), gelegentlich auch Holzschnake genannt, ist ein Zweiflügler aus der Familie der Schnaken (Tipulidae).

## Merkmale
Die Schnake erreicht eine Körperlänge von 18 bis 30 Millimetern, die Flügellänge beträgt bei den Weibchen 16 bis 20, bei den Männchen 14 bis 17 Millimeter. Der Körper der Tiere ist hochglänzend und kontrastreich schwarz mit rotbraun oder gelb gefärbt. Oft ist beim Weibchen der Hinterleib schwarz mit breiter rostroter Basalbinde die Färbung ist aber innerhalb der Art hochgradig variabel. Es kommen sowohl Exemplare mit völlig schwarzem Hinterleib und schwarzen Fühlern als auch solche mit hellrotem oder gelbem Hinterleib und hellroten Fühlern, und allen Abstufungen dazwischen, vor. Als typisches Färbungsmerkmal, um sie von der etwas kleineren, aber sonst sehr ähnlichen Tanyptera nigricornis zu unterscheiden, ist der Schenkelring oder Trochanter der Beine immer rot oder braun, nie schwarz gefärbt. Die Schenkel der Beine sind fast immer orangerot gefärbt, auch ihre Spitzen im Regelfall nicht verdunkelt.
Weibchen der Gattung Tanyptera sind an dem verlängerten und spitzen, säbelfömig nach oben gebogenen Ovipositor an der Hinterleibsspitze in Verbindung mit der Färbung fast unverkennbar. Zusätzlich sind nur bei ihr die beiden Valvenpaare (die Cerci und Hypovalven) des Ovipositors nahezu gleich lang, nicht die Cerci viel länger. Nur bei den Männchen tragen das vierte bis zwölfte Glied der Fühler drei seitliche Fortsätze (nicht zwei oder vier wie bei der Gattung Ctenophora), zwei längere nahe der Basis und einen kürzeren nahe der Spitze jedes Glieds. Die Verwandtschaft wird nach den dadurch wie ein Kamm aussehenden Fühlern Kammschnaken genannt. Die Arten der Gattung sind, wie oft bei Schnaken, vor allem nach der Gestalt der Begattungsorgane, vor allem des Hypopygium an der Hinterleibsspitze der Männchen unterscheidbar. Bei der Art ist der Seitenlappen des neunten Tergits hinten beiderseits markant eckig eingekerbt.
Die Larve der Art unterscheidet sich von den meisten anderen Schnakenlarven dadurch, dass die Randlappen des Stigmenfelds extrem kurz, nur rudimentär ausgebildet, sind. Das Stigmenfeld ist, wie der restliche Körper, weiß gefärbt.

## Verbreitung
Die Art kommt in fast ganz Europa vor, in den Flächenländern des europäischen Kontinents liegen nur aus Portugal gar keine Nachweise vor. Östlich davon besiedelt sie, teilweise in anderen Unterarten, den größten Teil des nördlichen Asiens, östlich bis Kamtschatka, Korea und Japan. In Großbritannien ist sie selten (aber etwas häufiger als Tanyptera nigricornis) und, auffallend fleckig, in bewaldeten Regionen, verbreitet.

## Biologie und Lebensweise

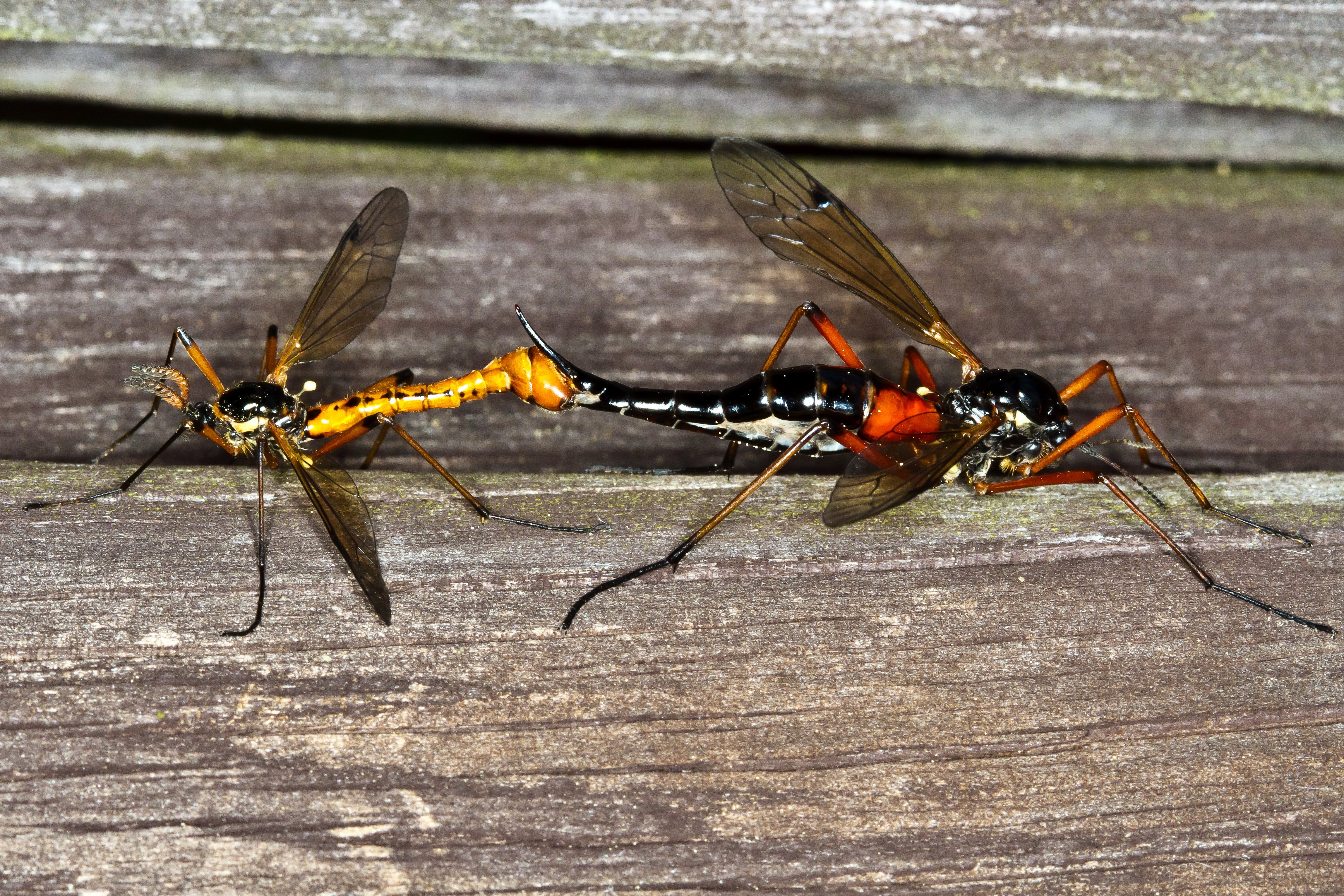
Kopula (das hier teilweise gelb gefärbte kleinere Männchen links)

Die Larven der Art sind spezialisierte Besiedler von Totholz. Nachweise liegen von einer Vielzahl von Laubhölzern, sowohl relativ frischer und harter wie stärker zersetzter, vor. Bevorzugt wird aber offenbar Birkenholz angenommen. Angegeben werden z. B. auch Buche, Eiche und Holunder, oder Erle und Esche. Die Imagines fliegen vor allem in Wäldern, meist vereinzelt. Flugzeit in Mitteleuropa sind Juni und Juli in England April bis Juni.

## Taxonomie und Systematik
Die Gattung Tanyptera umfasst gut 20 Arten, sie gehört innerhalb der Tipulidae in die Unterfamilie Ctenophorinae.
Die Art wurde von Carl von Linné, als Tipula atrata, in der zehnten Auflage des Systema Naturae erstbeschrieben.  1818 wurde sie durch Johann Wilhelm Meigen in die Gattung Ctenophora transferiert. Tanyptera galt lange Zeit als Untergattung von Ctenophora, sie wurde durch Jewgeni Nikolaiewitsch Sawtschenko (1909–1994) zur eigenständigen Gattung erhoben. Tanyptera atrata gehört zur Untergattung Tanyptera s. str.
Es werden gewöhnlich vier Unterarten unterschieden:
- Tanyptera atrata atrata (Linnaeus, 1758). die einzige in Europa verbreitete Unterart. Östlich bis Kamtschatka.
- Tanyptera atrata portschinskyi (Enderlein, 1912). Osten Russlands, Japan, Korea, China.
- Tanyptera atrata przewalskii Sawtschenko, 1973. Mongolei.
- Tanyptera atrata unilineata Alexander, 1936. Wird manchmal als eigene Art aufgefasst. Osten Russlands, China.

## Belege